# Gedhun Chökyi Nyima
Gedhun Chökyi Nyima, född 25 april 1989 i Lhari, Tibet, är enligt Tibets exilregering den elfte reinkarnationen av Panchen Lama.
När den tionde Panchen Lama plötsligt avled 1989 inleddes sökandet efter en efterträdare, vilket leddes av en officiellt utsedd grupp. Chefen för gruppen, Chadrel Rinpoche, gav i hemlighet den landsflyktige Dalai Lama uppgifter om olika kandidater och den 14 maj 1995 tillkännagav Dalai Lama att Gedhun Chökyi Nyima var den elfte inkarnationen av Panchen Lama. Den kinesiska regeringen svarade med att fängsla Chadrel Rinpoche och utsåg Sengchen Lobsang Gyaltsen till ny chef för sökgruppen.
Sengchen Lobsang Gyaltsens nya grupp förbisåg Dalai Lamas val av inkarnation och utsåg i stället Gyaltsen Norbu genom lottdragning med den "gyllene urnan". Den 8 december 1995 installerades han som den elfte Panchen Lama i Trashi lümpo-palatset i Shigatse. Han erkändes emellertid inte av den tibetanska exilregeringen som fortfarande hävdar att Gedhun Chökyi Nyima är den autentiske reinkarnationen av Panchen Lama.
Var Gedhun Chökyi Nyima befinner sig är okänt, då den kinesiska regeringen, kort efter utnämnandet, tog den då sexårige pojken i förvar i Kina. Den tibetanska exilregeringen menar att han och hans familj är politiska fångar, och har kallat honom "världens yngste politiske fånge". Den kinesiska regeringen påstår att han mår bra men vill inte tala om var han är för att skydda hans privatliv.